# Gómez Manrique (poeta)
Gómez Manrique, nome completo Diego Gómez Manrique de Lara y de Castilla (Amusco, 1412 – Toledo, 1490), è stato un poeta e drammaturgo spagnolo.

## Biografia

### Nascita e vita politica
Gómez Manrique nacque nel 1412, in una famiglia nobile e di grande tradizione letteraria, figlio di Pedro Manrique, VIII signor di Amusco, e di Eleonora di Castiglia, nipote del poeta e militare Íñigo López de Mendoza, marchese di Santillana, fratello di Rodrigo Manrique, zio del poeta Jorge Manrique.
La famiglia del Manrique appartiene alla più antica nobiltà della Spagna ed era in possesso di importanti titoli nobliari tra cui il Ducato di Nájera.
Gómez Manrique fu attivo politicamente, dimostrandosi fedele a Isabella di Castiglia, impegnandosi per organizzare il fidanzamento tra Isabella e Ferdinando II d'Aragona; durante il regno dei re cattolici ricevette la carica di corregidor di Avila, dal 1465 al 1468, oltre che funzionario reale di Toledo, dal 1477 al 1490, compito che svolse con saggezza, democraticità e tolleranza,inoltre dal 1454 al 1457 Gomez Manrique fu sindaco di Salamanca.
Gómez Manrique sposò Juana de Mendoza, donna colta, amante della letteratura e amica di scrittori e poeti come Teresa de Cartagena e Fray Inigo de Mendoza; a sua moglie dedicò un'elegia consolatoria.

### Attività letteraria
Nell'ambito letterario, si dimostrò poeta originale, capace di interessarsi alle tematiche sociali, fatto non comune per l'epoca, oltre ad esprimere una brillante satira.
Il suo Cancionero è costituito da 108 composizioni, di argomento amoroso, familiare, di circostanza, moralleggiante, di scherno, ispirate a quelle gallego-portoghesi.
Dedicò alla morte di suo zio una canzone allegorica, il Planto de las Virtudes, e una Poesía por el magnífico señor don Íñigo López de Mendoza.
La sua opera più importante è Coplas para el señor Diego Arias de Àvila, incentrata sulla vanità e sulla vacuità del mondo.
Scrisse, fra l'altro, un trattato politico, Regimiento de Príncipes, continuò il poema didattico del poeta e umanista Juan de Mena Debate de la razón contra la voluntad, e compose poemi religiosi quali i Loores e suplicaciones a Nuestra Señora.
Fu un anticipatore del teatro castigliano con le sue opere a tematica religiosa,tra le quali una Representación del nacimiento de Nuestro Señor, un dramma liturgico.
Uno degli episodi più famosi delle sue opere è quello del dubbio di San José, un motivo tipicamente teatrale che è presente in numerosi spettacoli teatrali europei.

## Opere principali
- Regimiento de príncipes, 1482;
- Cancionero, 1885;
- Cancionero castellano del siglo XV, 1915;
- Poesías, 1941;
- Representación del Nacimiento de Nuestro Señor a instançia de Doña María Manrrique, vicaria en el Monasterio de Calabaçanos, hermana suya, 1949;
- Regimiento de príncipes y otras obras, 1974.